# Popovický rybník
Popovický rybník o rozloze vodní plochy 0,46 ha se nalézá na severním okraji obce Popovice v okrese Hradec Králové v blízkosti Popovického mlýna. Rybník je využíván pro chov ryb. 
U hráze rybníka roste památný Popovický dub.

## Galerie

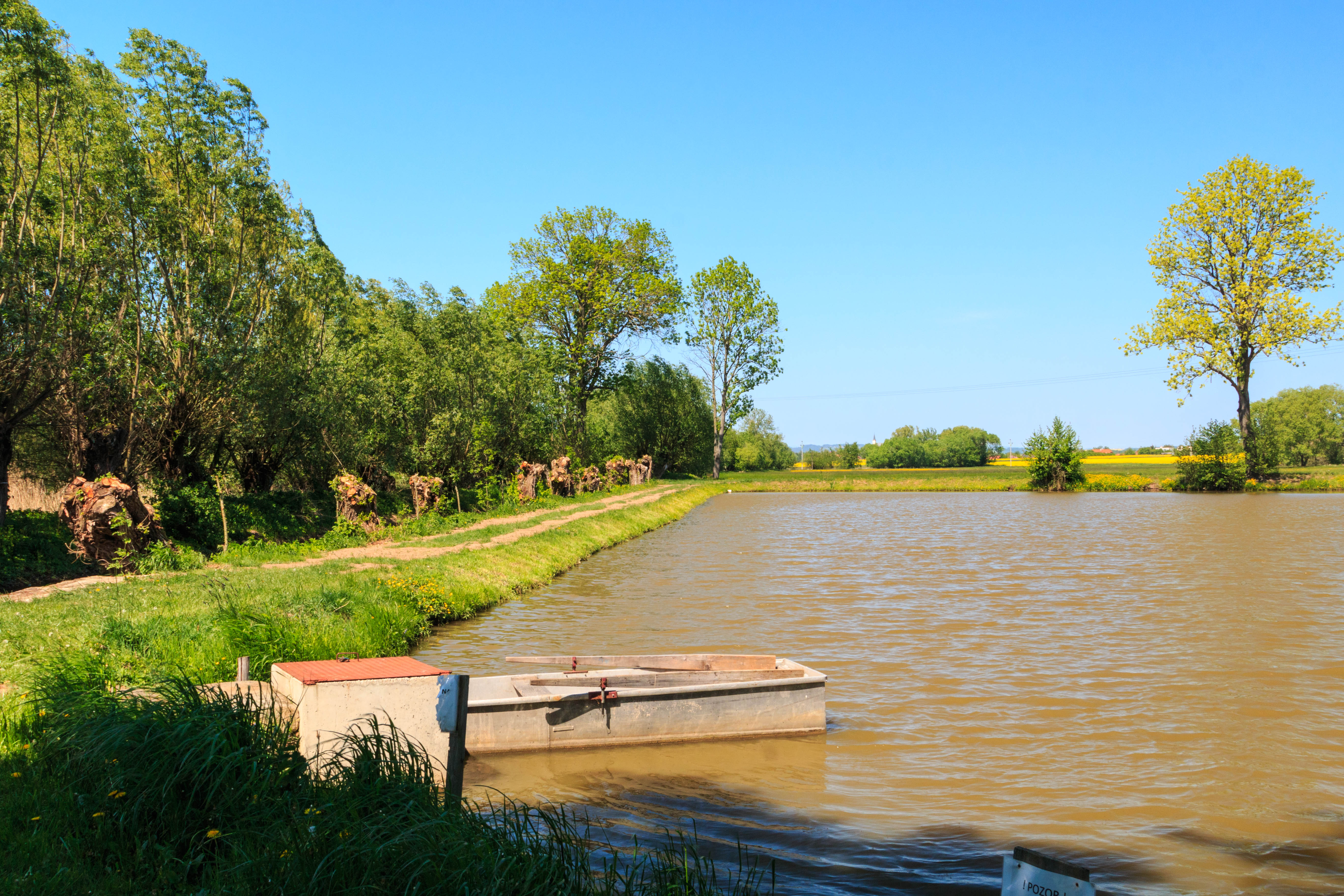
pohled na Mlýnský rybník v Popovicích
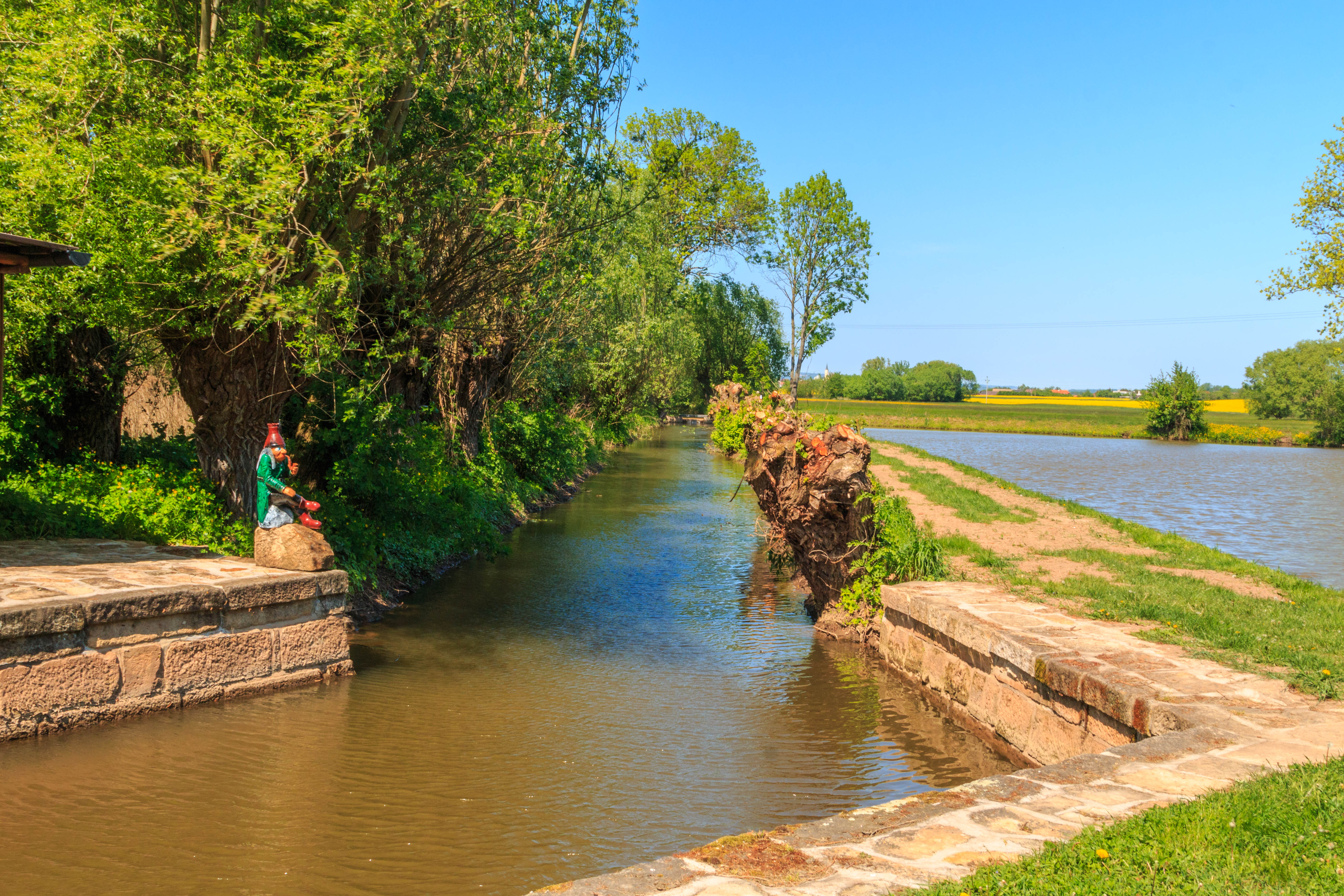
pohled na Mlýnský rybník v Popovicích
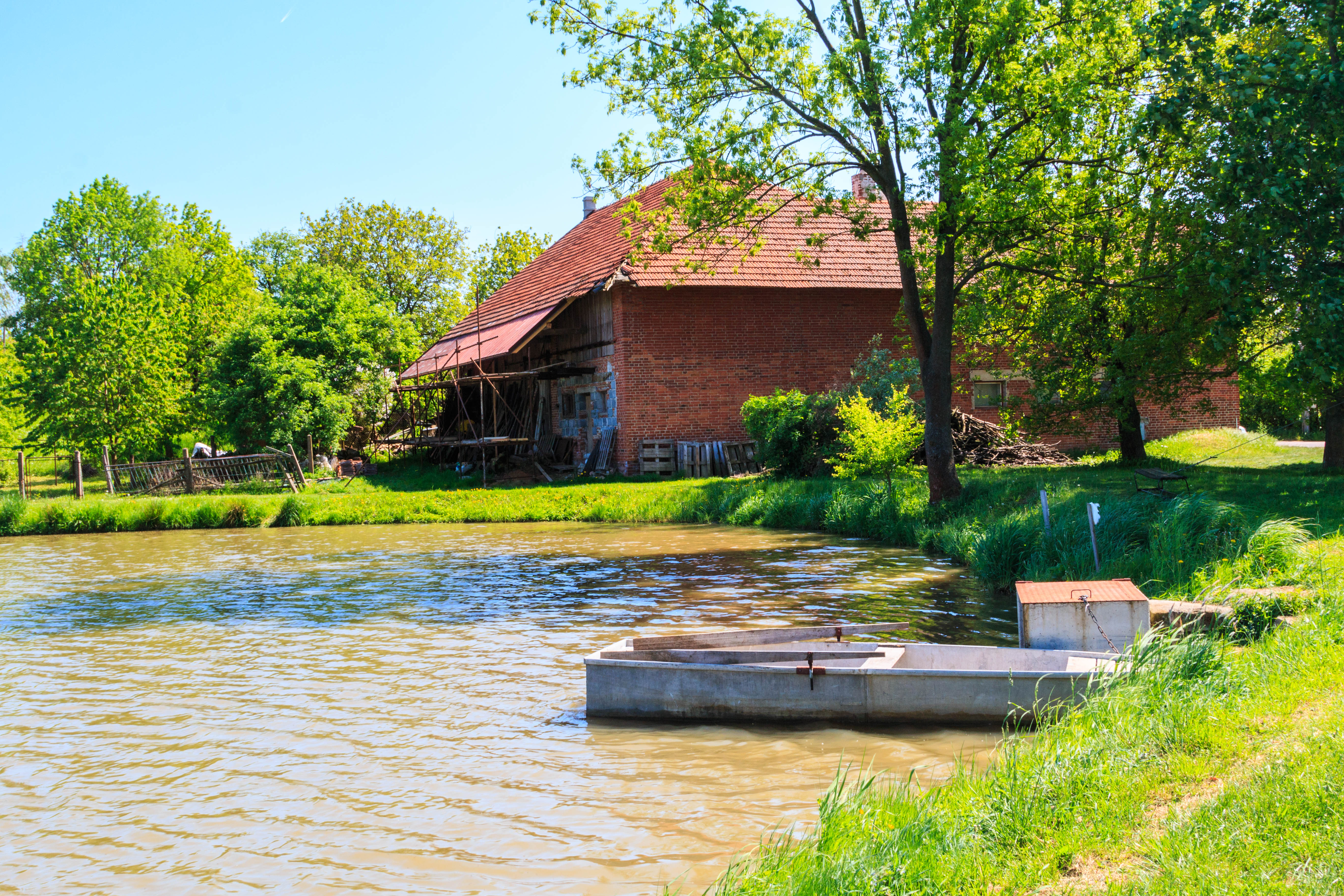
pohled na Mlýnský rybník v Popovicích